# Brühl (Schlüchtern)
Brühl ist eine Gehöftgruppe in der Stadt Schlüchtern im Main-Kinzig-Kreis in Hessen. Es liegt auf 465 m über NN, 1 km südöstlich des Schlüchterner Ortsteils Gundhelm.
Bei dem Ort handelt es sich um eine Neugründung aus dem späten 18. Jahrhundert, als das Amt Brandenstein, in dem Brühl damals lag, zur Landgrafschaft Hessen-Kassel, Grafschaft Hanau-Münzenberg, gehörte. Landgraf Wilhelm IX. war damals bestrebt, die wirtschaftlichen Ressourcen seines Landes besser zu erschließen.
1803 wurde die Landgrafschaft zum Kurfürstentum Hessen erhoben. Während der napoleonischen Zeit stand das Amt Brandenstein – und damit auch Brühl – ab 1806 unter französischer Militärverwaltung, gehörte 1807–1810 zum Fürstentum Hanau, und dann von 1810 bis 1813 zum Großherzogtum Frankfurt. Anschließend fiel es wieder an das Kurfürstentum Hessen zurück. Nach der Verwaltungsreform des Kurfürstentums Hessen von 1821, die Kurhessen in vier Provinzen und 22 Kreise einteilte, kam Brühl im Kreis Schlüchtern zu liegen. 1895 hatte die Siedlung 7 Einwohner.